# St. Johannes Baptist (Zolling)

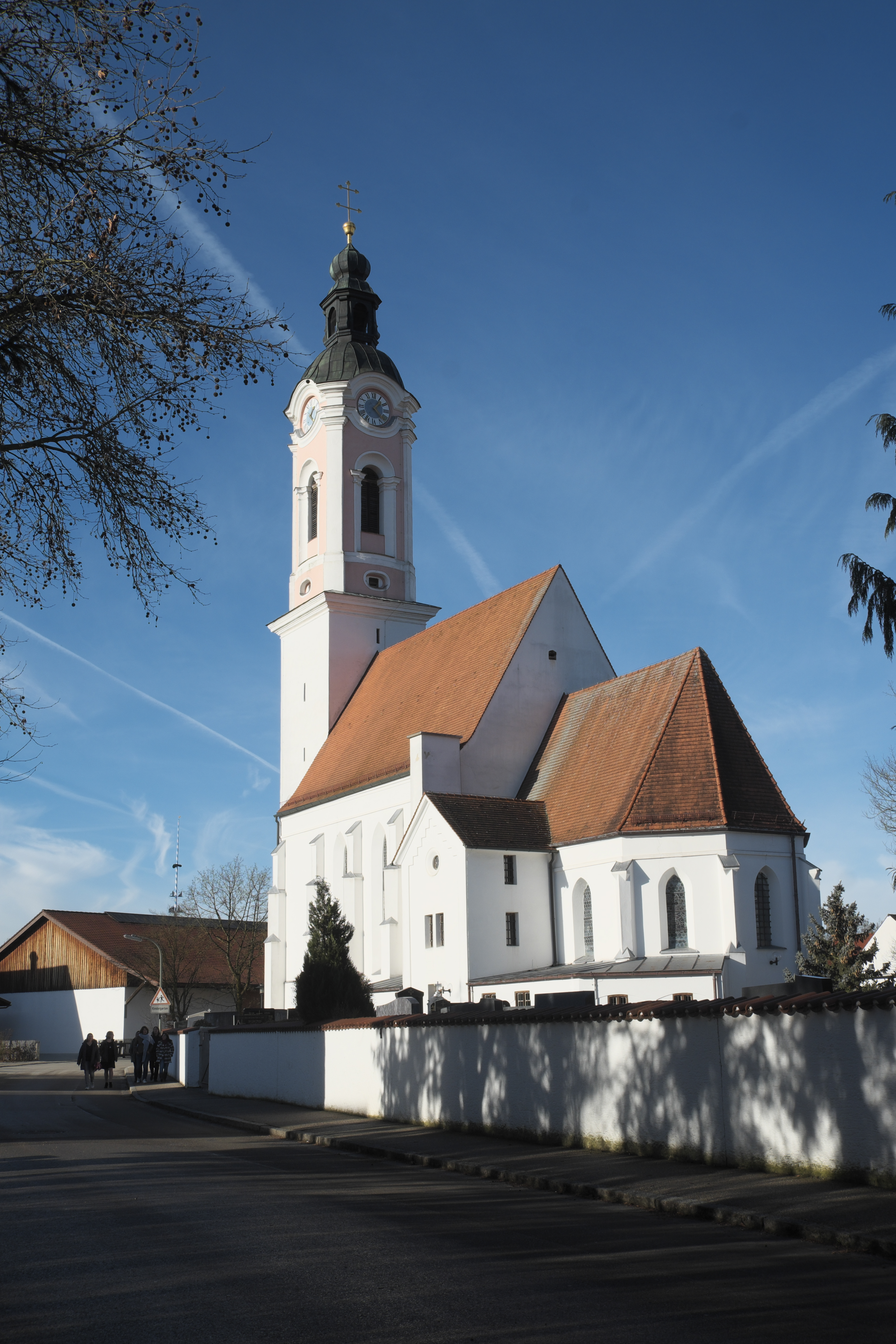
Pfarrkirche Zolling

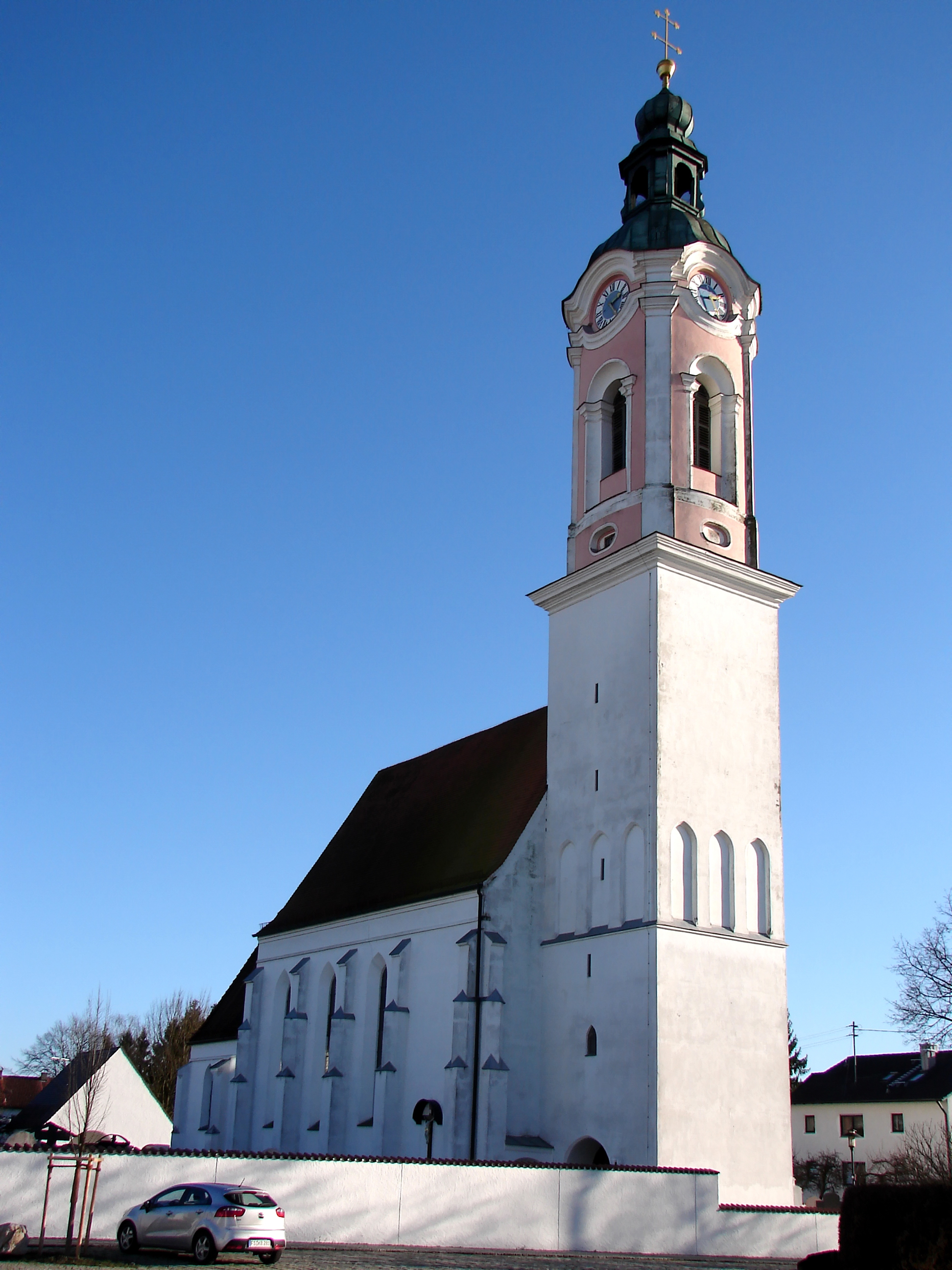
Ansicht von Westen

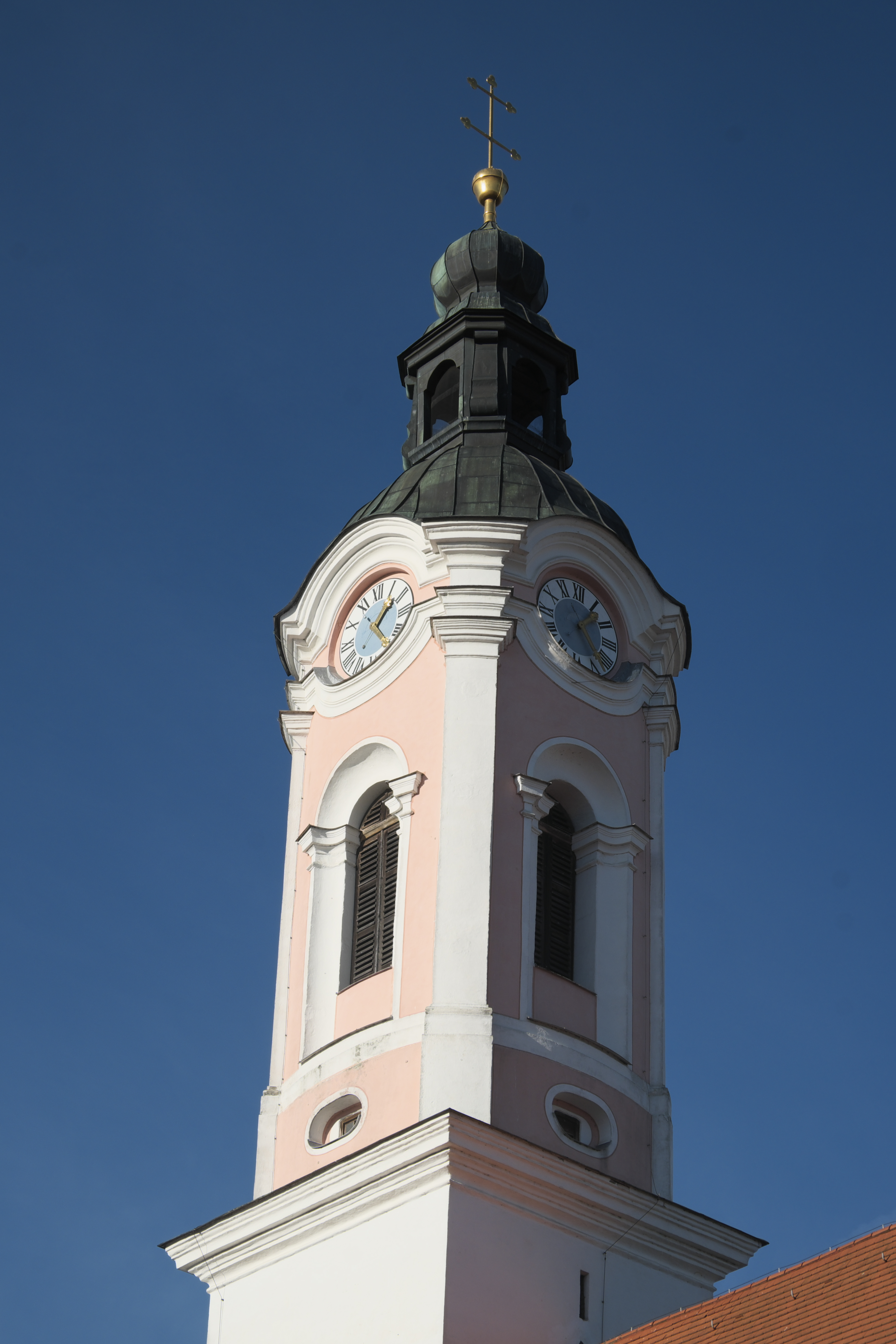
Turmoktogon

St. Johannes Baptist ist die katholische Pfarrkirche von Zolling im oberbayerischen Landkreis Freising. Die Kirche gehört zu den geschützten Baudenkmälern in Bayern. Die Pfarrgemeinde und ihre Kirche sind Teil des Pfarrverbands Zolling im Dekanat Freising des Erzbistums München und Freising.

## Geschichte
Die erste Erwähnung einer Kirche in Zolling datiert vom Jahr 804, als ein Wolfheri aus Haag an der Amper seinen Besitz dem „Haus der hl. Maria und des hl. Petrus“ schenkte. Wann das Patrozinium auf Johannes den Täufer überging, ist nicht bekannt. Es wird vermutet, dass die Pfarrei Zolling in der Frühzeit zur Ausübung des Taufrechts eine kleine Taufkapelle direkt an der Amper besaß, die Johannes dem Täufer geweiht war. Nach dem Verfall dieser Kapelle wurde die Taufe wohl in die Hauptkirche verlegt und daher das Patrozinium geändert.
Die heutige Pfarrkirche entstand in der zweiten Hälfte des 15. Jahrhunderts unter Pfarrer Konrad Rothenpeck. Der östliche, niedrige Chor wurde vor dem hohen Langhaus erbaut. Aus dieser Zeit stammt vermutlich auch die Basis des Kirchturms. Der Weihetag der Kirche war wahrscheinlich das Fest des Apostels Bartholomäus am 24. August. Die Kirche besaß 1540 nachweislich vier Altäre. Außerdem wurden eine Uhr und eine Glocke angeschafft.
Während des Dreißigjährigen Kriegs wurde der Turm, der noch seinen gotischen Spitzhelm besaß, an einem Samstagmittag im Jahr 1632 durch die Schweden zerstört. Im Gedenken an die Zerstörung des Turms läuten in Zolling die Glocken samstags bereits um 13 Uhr den Feierabend ein, obwohl in der Gegend das Feierabendläuten samstags normal um 15 Uhr erklingt. In den Jahren 1718 und 1784 wurde der Turm wieder instand gesetzt. Seinen heutigen Rokokoaufbau erhielt er vermutlich in der Mitte des 18. Jahrhunderts. Der Baumeister des Turms ist nicht bekannt. Weitere Instandsetzungen des Turms fanden in den Jahren 1824, 1892, 1925, 1956, 1967 und 1983 statt. Dies ist durch Inschriften in der Turmstube belegt.
Im Jahr 1862 wurde im südlichen Chorwinkel die teilweise zweistöckige Sakristei angebaut.

## Außenbau
Wegen des mächtigen, 56 Meter hohen, an die Westfassade angebauten Turms wird die Kirche im Volksmund auch als Dom des Ampertals bezeichnet. Der das Langhaus überragende Unterbau des Turms geht noch auf den gotischen Kirchenbau zurück. Dies ist erkennbar an den Spitzbogenblenden und dem Spitzbogenfenster an der Nordseite über dem Hauptportal. Auf dem Unterbau ist ein weiß und rosa gestrichenes Oktogon im Stil des Rokoko aufgesetzt, das von einer Kupferhaube und einer Laterne mit Doppelkreuz bekrönt ist. Die Form des Kreuzes rührt wohl von der Scheyrer Kreuzreliquie her. Das Glockengeschoss wird auf allen vier Seiten von rundbogigen Schallfenstern mit hölzernen Klanglamellen durchbrochen. Auf drei Seiten sind kleine querovale Öffnungen eingeschnitten, auf der Westseite ist diese nur aufgemalt. Unter dem Dachansatz ist die Turmuhr eingebaut, die letztmals im Jahr 1983 erneuert wurde. Die Zifferblätter haben einen Durchmesser von zwei Metern.
Das circa 18 Meter lange Kirchenschiff besitzt auf jeder Seite drei Spitzbogenfenster und überragt den Chor deutlich. Die Außenmauern des Langhauses werden durch dreifach gestufte, am Chor durch zweifach gestufte Strebepfeiler verstärkt.

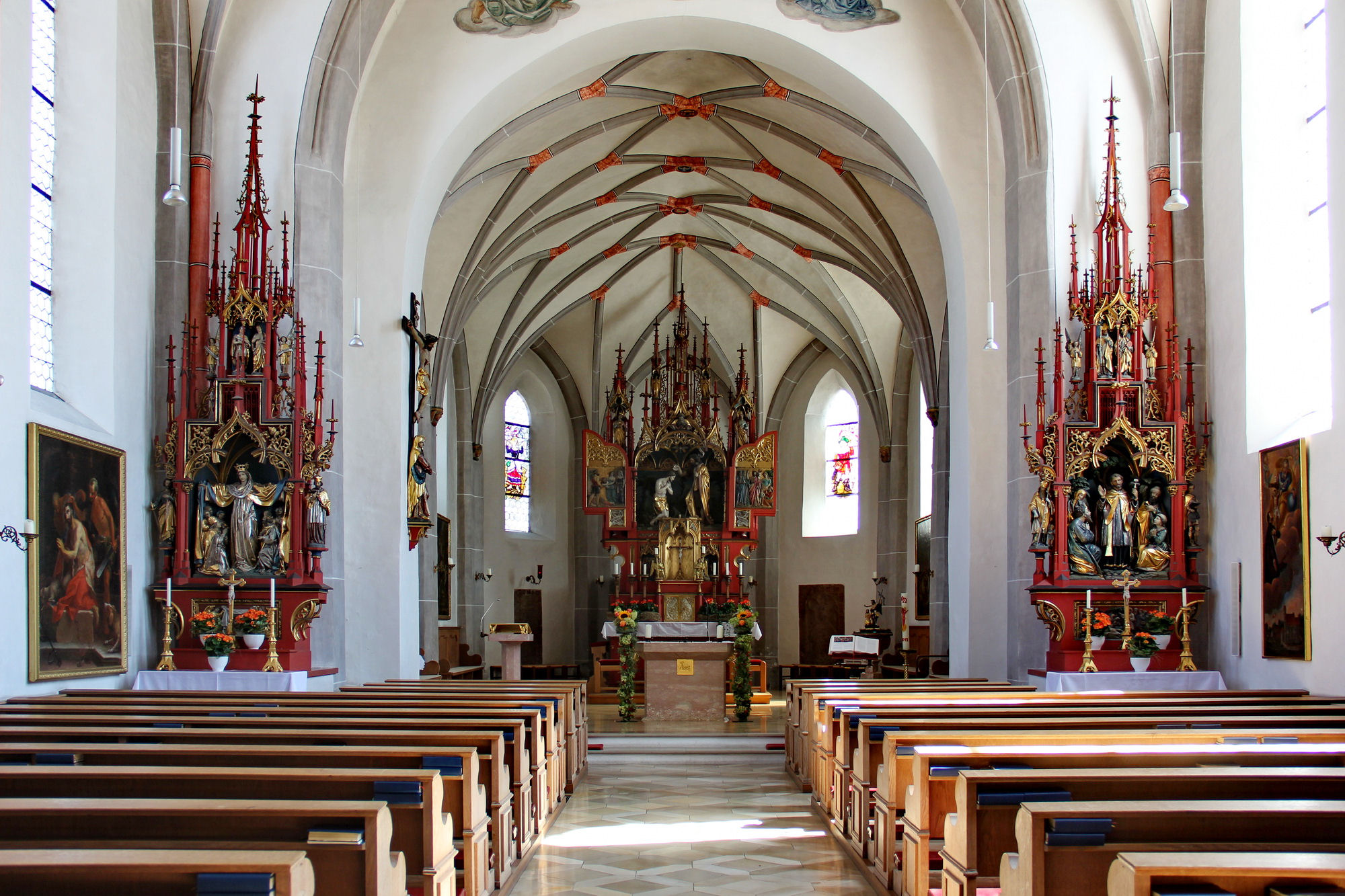
Innenraum

## Innenraum
Den Innenraum betritt man durch eine Vorhalle im Erdgeschoss des Turms. An der Westseite des Langhauses ist eine auf vier Holzsäulen aufliegende Doppelempore eingebaut, auf deren oberer Etage die Orgel untergebracht ist. Das einschiffige, durch drei Fensterachsen gegliederte Langhaus wird wie der Chor von einem Netzrippengewölbe gedeckt. Die Schlusssteine sind mit den Symbolen der vier Evangelisten und Johannes des Täufers, im Chor mit den Symbolen der Dreifaltigkeit, dem Auge Gottes, dem Lamm, der Taube des Heiligen Geistes und dem Zollinger Wappen verziert. Die grau gefassten Gewölberippen ruhen im Chor auf Steinkonsolen, die teilweise als Engelsköpfe skulptiert sind. Der eingezogene, dreiseitig geschlossene Chor liegt um zwei Stufen erhöht und ist in zwei Achsen gegliedert.
Am Übergang vom Langhaus zum Chor sind Wandmalereien zu sehen, auf denen in der Mitte Jesus und seitlich Maria und der Apostel Petrus dargestellt sind und die an das ehemalige Patrozinium der Kirche erinnern.

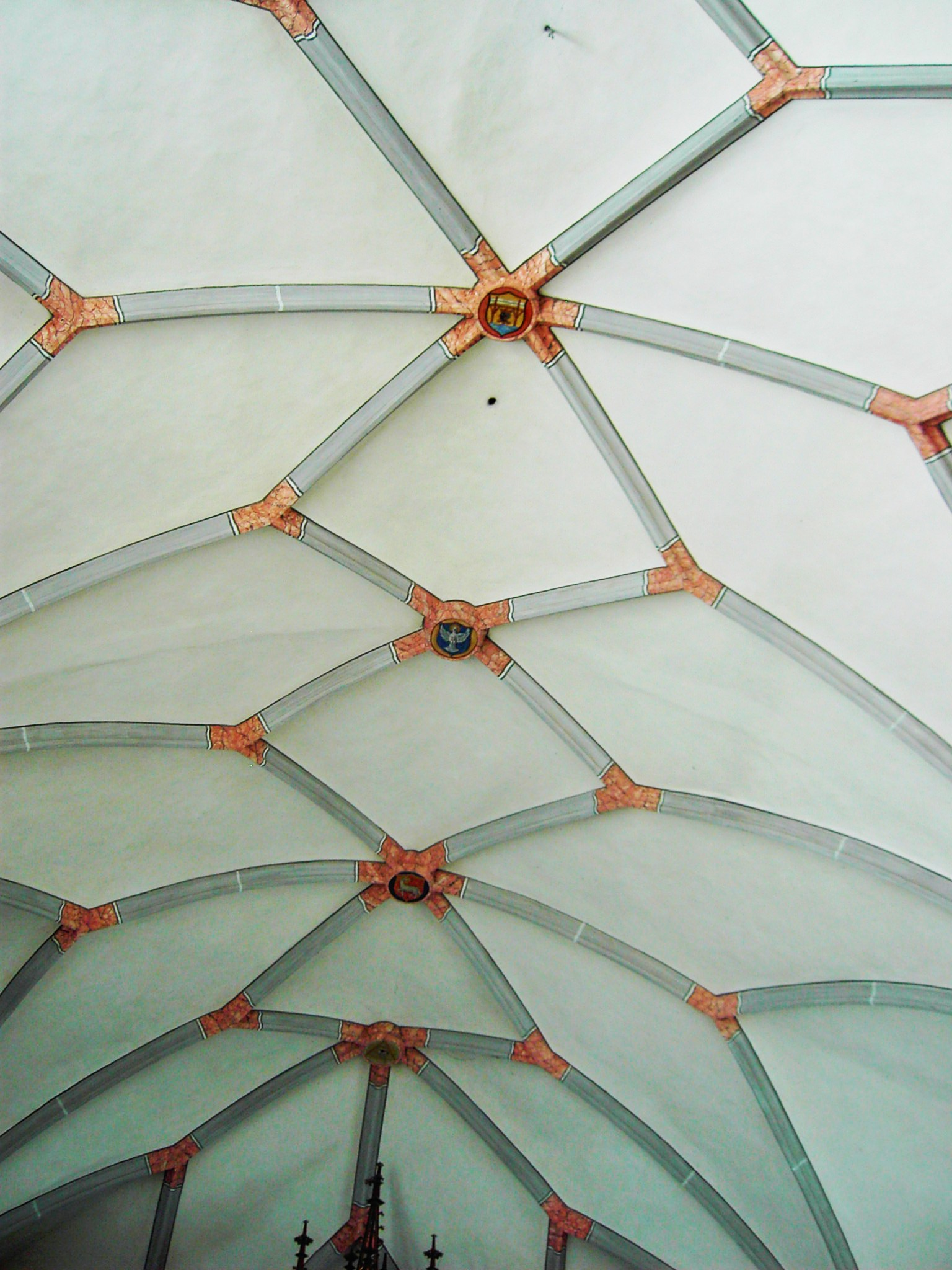
Gewölbe im Chor
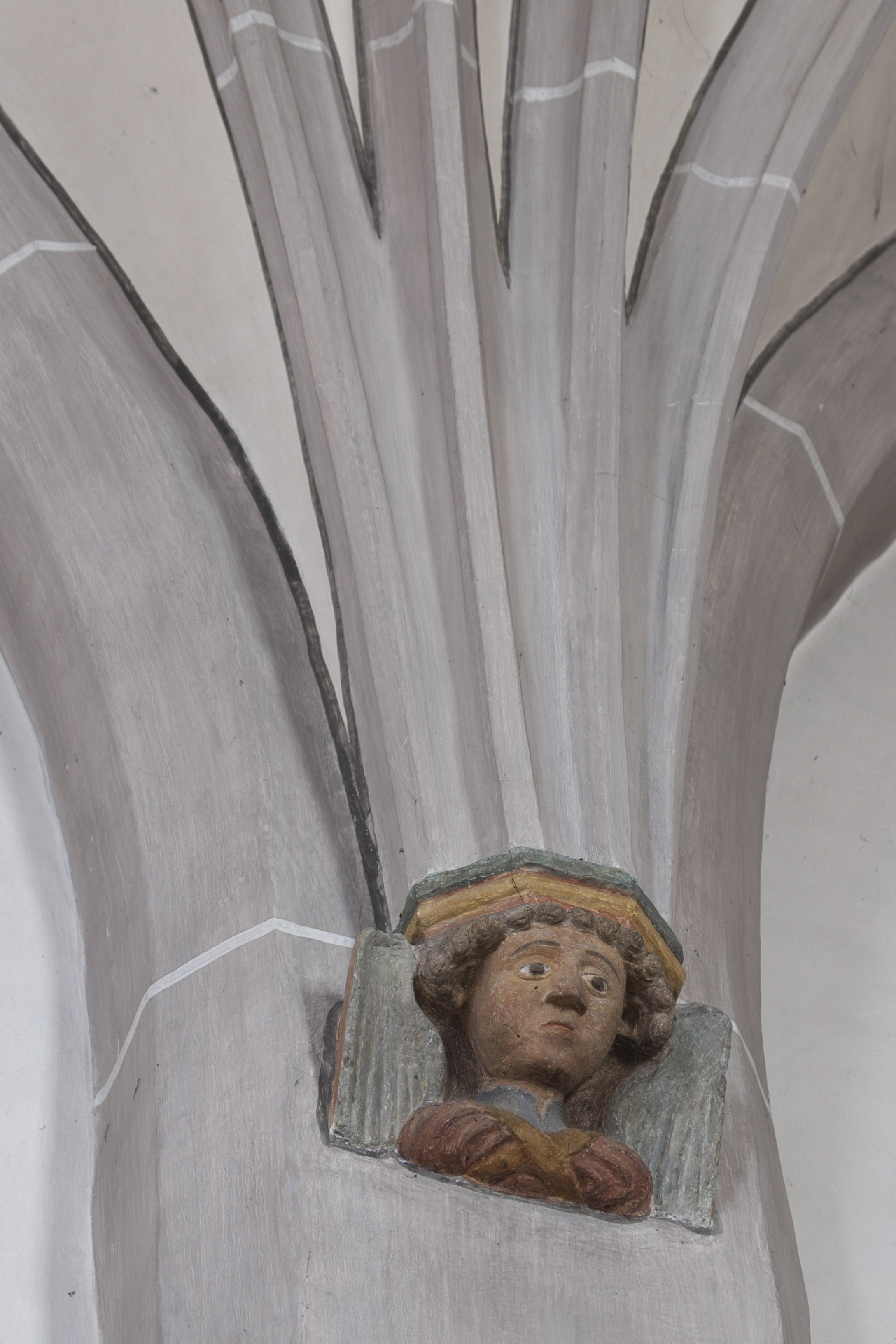
Konsole im Chor
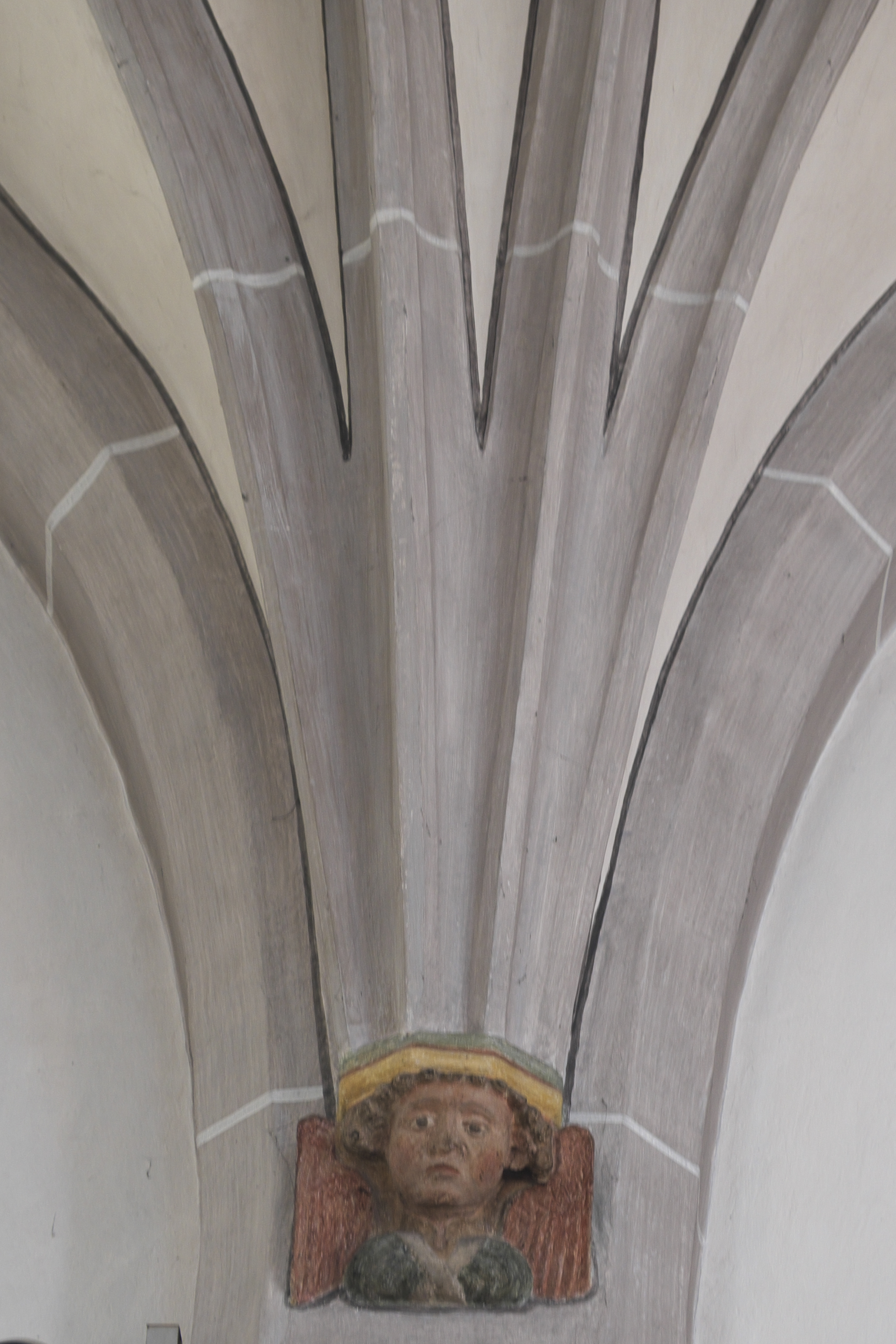
Konsole im Chor
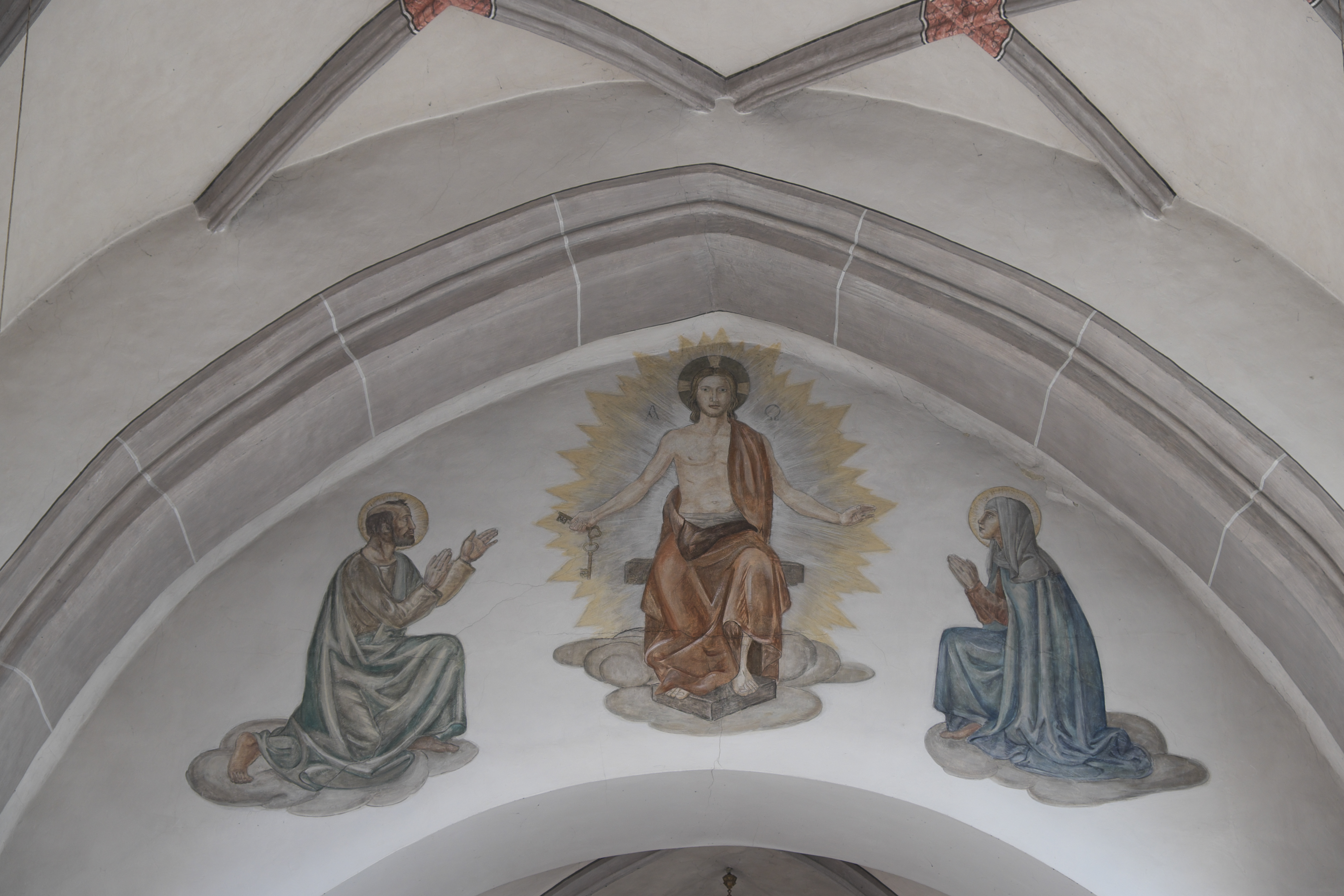
Wandmalerei über dem Chorbogen

## Bleiglasfenster

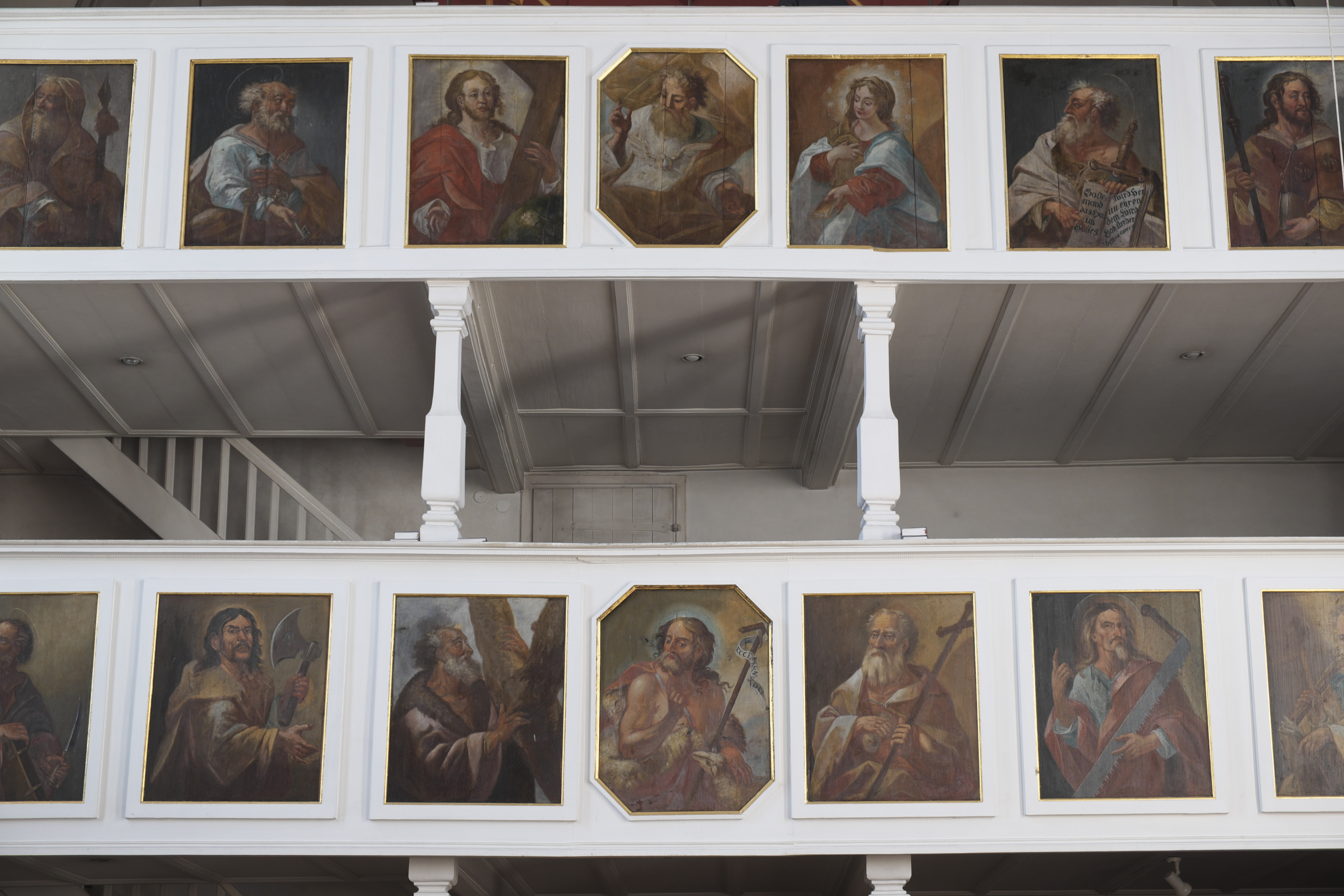
Emporenbilder aus dem 18. Jahrhundert

Auf den beiden Bleiglasfenstern im Chor sind die heilige Notburga, die Schutzpatronin der Dienstmägde, und der heilige Wendelin, der Schutzpatron der Hirten, Bauern und Landarbeiter, dargestellt.

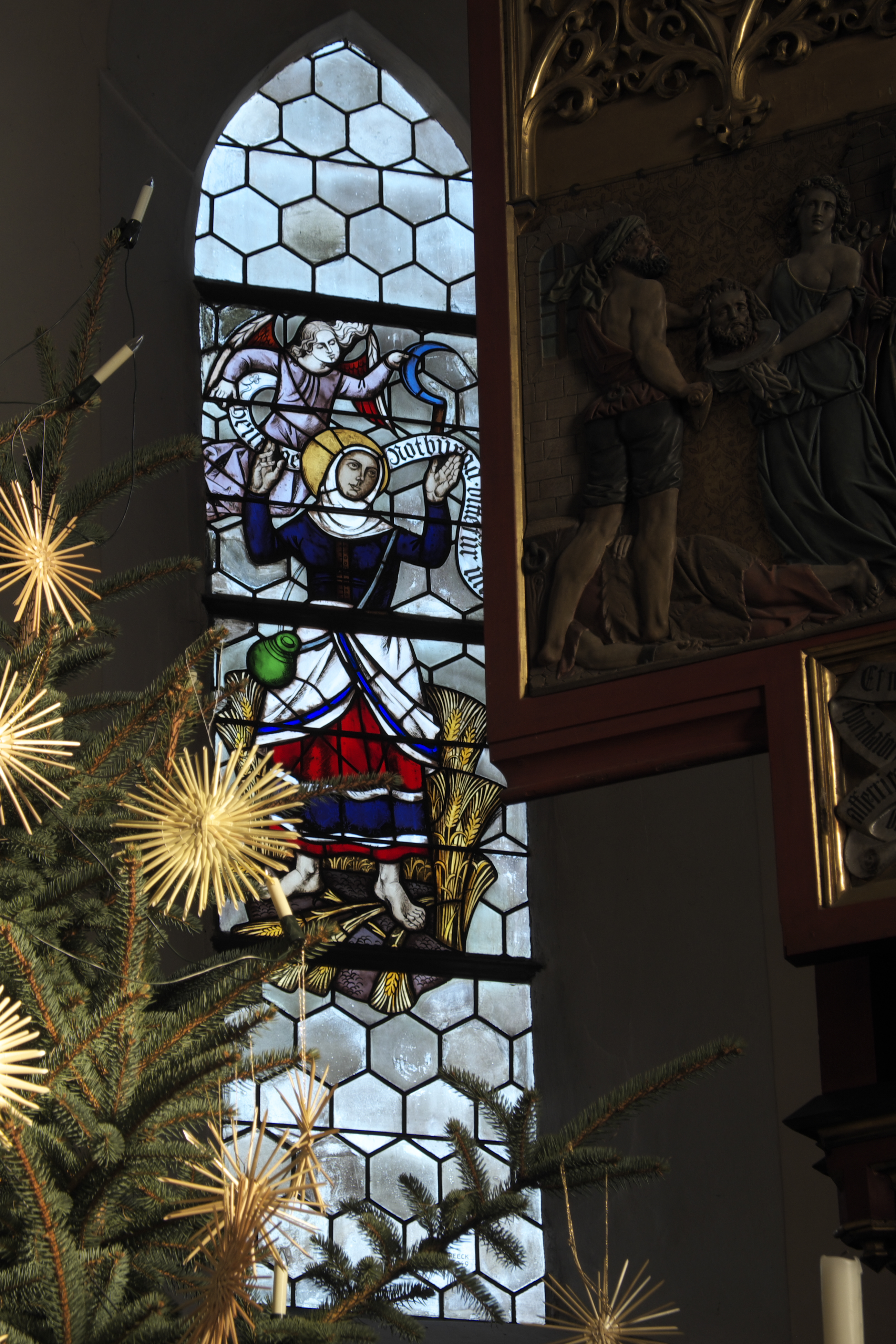
Heilige Notburga
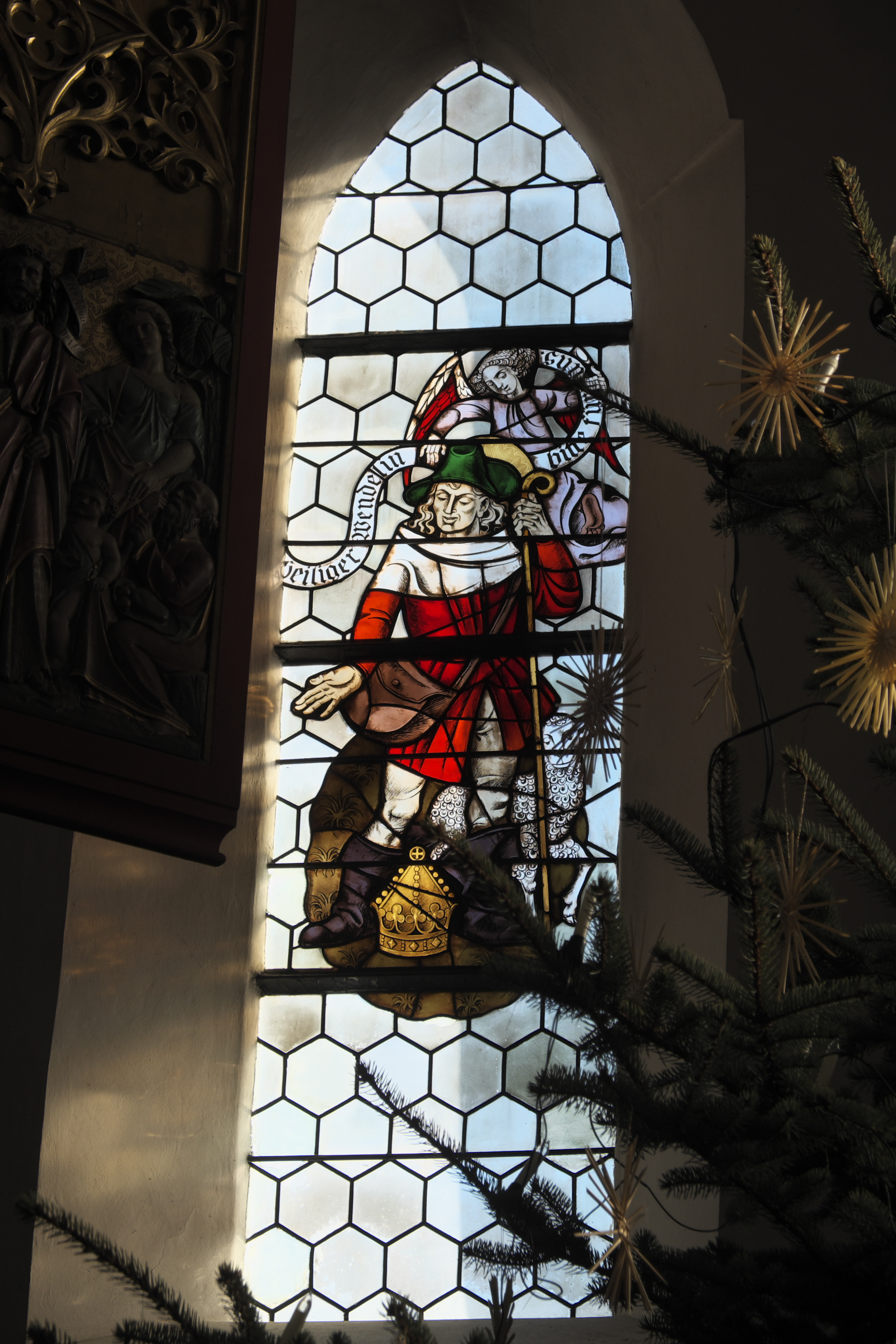
Heiliger Wendelin

## Emporenbilder
Aus der Barockzeit stammen noch die Bilder an der Emporenbrüstung, die in der ersten Hälfte des 18. Jahrhunderts von Josef Anton Niggl geschaffen wurden. Auf den 18 Bildern sind Gottvater, Johannes der Täufer, Jesus, Maria, die Evangelisten und die Apostel dargestellt. Bis zur Renovierung 1996 waren die Bilder in mächtigem Schwarz mit feiner Goldziselierung eingefasst, seither sind die Brüstungen weiß gestrichen.

## Altäre
Die drei in der Kirche vorhandenen neugotischen Altäre stammen aus dem Jahr 1866. Sie wurden wie die nicht mehr erhaltene Kanzel von Anselm Sickinger aus München geschaffen.

### Hochaltar

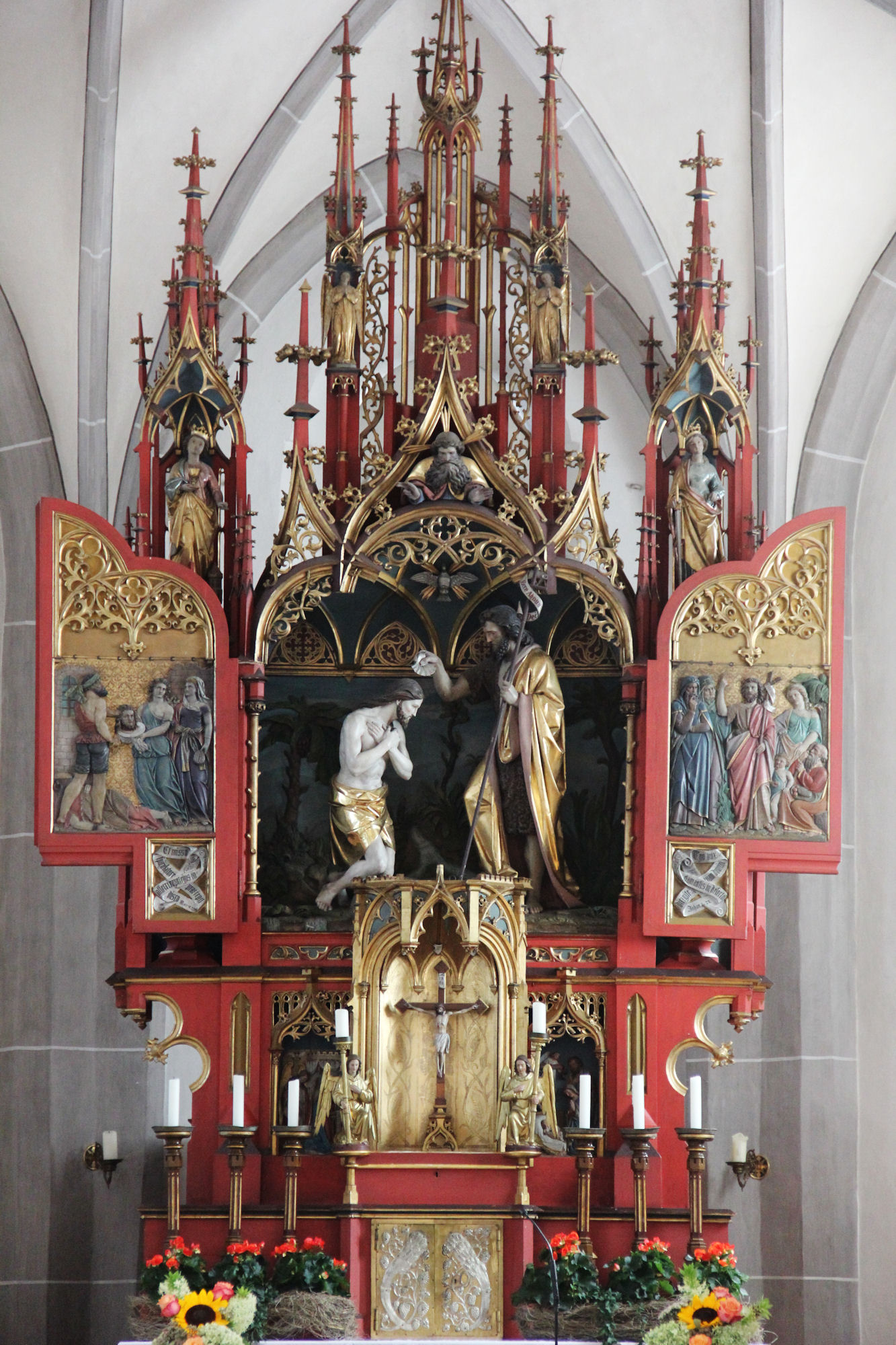
Hochaltar

Der Hochaltar ist ein Flügelaltar und wie die beiden Nebenaltäre in Rot und Gold gehalten. Den Mittelpunkt unter dem geschnitzten neugotischen Gesprenge bildet die Figurengruppe der Taufe Jesu, bei der Johannes der Täufer den knienden Heiland im Jordan tauft.
Über der Szene schweben in Form einer Taube der Heilige Geist und Gottvater. Letzterer ist sowohl bei geöffneten als auch bei geschlossenen Flügeln sichtbar ist. In seitlichen Nischen stehen unten die Apostel Petrus mit dem Schlüssel (links) und Paulus mit dem Schwert (rechts), die ebenfalls nur bei geschlossenen Flügeln zu sehen sind, und oben die heilige Barbara mit Kelch und Turm (links) und die heilige Katharina mit Schwert und Richtrad (rechts). Die Reliefschnitzereien an den Innenseiten der Flügel stellen die Predigt und die Enthauptung Johannes des Täufers dar. Die Rückseiten der Flügel, die nur während der Fastenzeit zu sehen sind, weisen die Symbole der Passion Jesu auf.
Unterhalb der Altarflügel befindet sich eine goldene Ädikula, in der normalerweise ein Kreuz gezeigt wird. Zu Anbetungsfesten wird hier die Monstranz mit der Hostie ausgestellt. Flankiert wird die Ädikula von zwei knienden Engeln, die als Leuchter gestaltet sind.
Auf der Vorderseite der Mensa befindet sich eine Reliefschnitzerei, die Jesus beim Brechen des Brotes während des letzten Abendmahls zeigt. Auf der Mensa steht der Tabernakel, auf dessen goldenen Türen in Silber getriebene Getreideähren abgebildet sind.

### Nebenaltäre

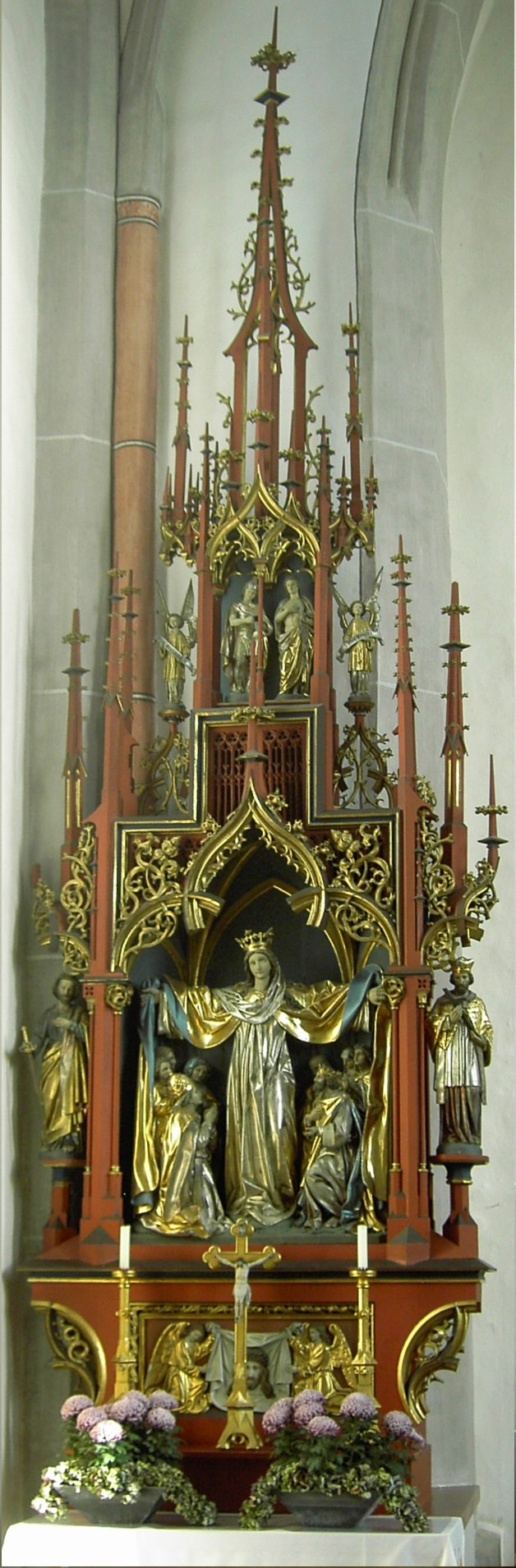
Marienaltar

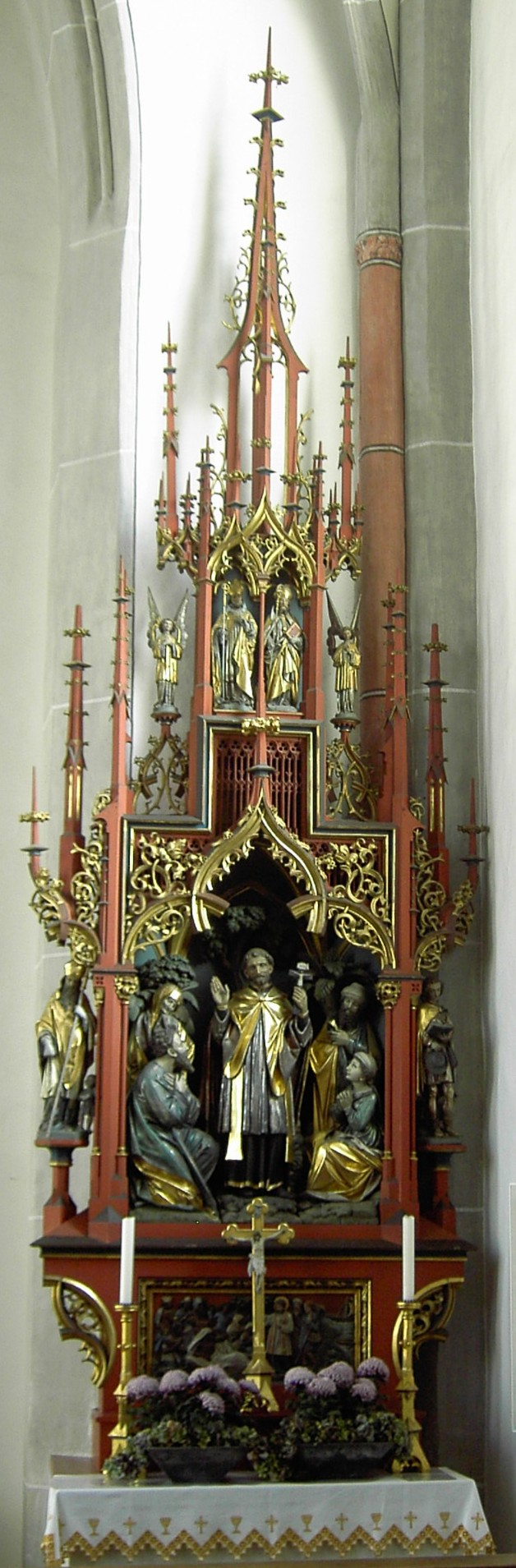
Altar des heiligen Franz Xaver

Der linke Nebenaltar ist Maria geweiht, die als Schutzmantelmadonna dargestellt ist. Die Identität der restlichen Figuren ist nicht bekannt. Im unteren Teil des Altares zeigen zwei Engel das Schweißtuch mit dem Antlitz Jesu. In der Karwoche wird hier der Gründonnerstagsaltar aufgestellt, in dem das Allerheiligste bis zur Osternacht verwahrt wird.
Der rechte Seitenaltar ist dem heiligen Franz Xaver geweiht, dem in Bayern eine hohe Verehrung zuteilwird und dessen Bruderschaft in Zolling seit 1733 besteht.

### Volksaltar und Ambo
Der Volksaltar der Zollinger Kirche wurde im Zuge der Umgestaltung 1996 zusammen mit dem Ambo ersetzt. Beide bestehen aus rötlichem Kalkstein aus der Gegend von Berchtesgaden, welcher sich harmonisch in das Gesamtbild der Pfarrkirche einfügt. Der Altar trägt auf der Vorderseite eingelassen ein goldenes Lamm, der Ambo trägt eine vergoldete Buchauflage, welche auf der erhöhten Seite von den vier Evangelisten getragen wird. Die Weihe des Volksaltars nahm Kardinal Friedrich Wetter im Rahmen der Firmung 1996 vor.

## Ehemalige Altarbilder

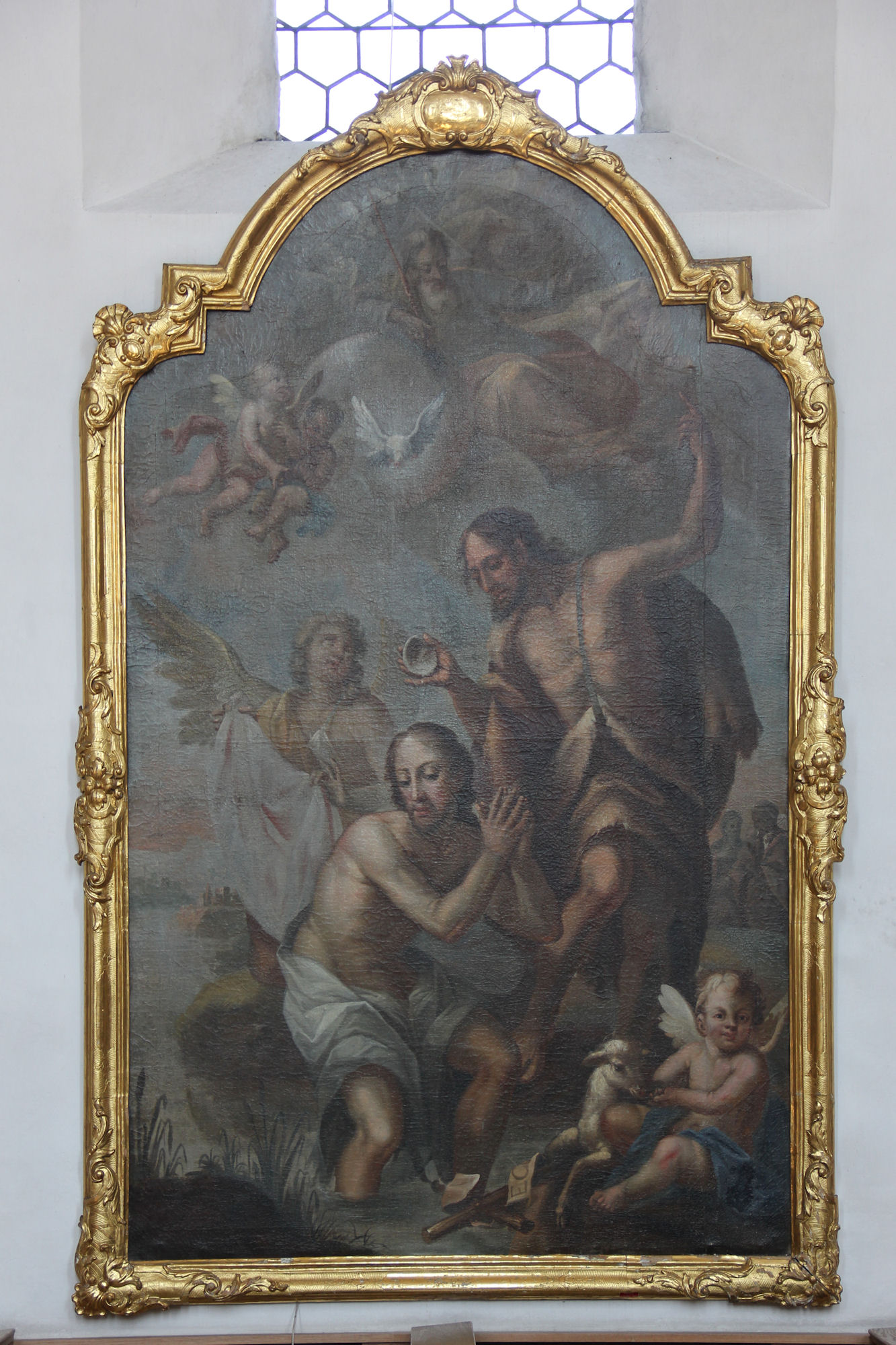
Taufe Jesu von 1661

In ihrer barocken Ausgestaltung hatte die Zollinger Pfarrkirche sechs Altäre, von denen heute nur noch die Altarbilder erhalten sind. Zwei dieser ehemaligen Altarblätter von Philipp Jakob Greil aus dem Jahr 1750 hängen im Chor: Die Anbetung der Heiligen Drei Könige und Jesus im Tempel.
Im nördlichen Langhaus hängt in einem wertvollen Barockrahmen das 1661 von Johann Christoph Schauer geschaffene Altarbild Die Taufe Jesu des früheren Hauptaltars und daneben das 1724 vom kurfürstlichen Hofmaler Johann Kaspar Sing gemalte und signierte Bild Die Enthauptung des Johannes.
Im südlichen Langhaus hängt ebenfalls ein ehemaliges barockes Altarbild Der Tod des hl. Franz Xaver. Dieses Bild wurde 1733 von Lorenz Peter Herdegen geschaffen.
Kunsthistorisch wertvoll ist das zweite Bild der Xaveri-Bruderschaft. Zu sehen ist eine Wallfahrt zur Zollinger Kirche, die in ihrer alten Form mit Spitzdach am Turm abgebildet ist. Dies ist das einzige Bildzeugnis des alten Turms. Außerdem kann aus diesem Bild geschlossen werden, dass es in Zolling zu dieser Zeit eine Wallfahrt zum heiligen Franz Xaver gab. Über dem Bittgang ist der Heilige zu sehen, der zur Rechten der Heiligen Dreifaltigkeit sitzt und den Segen des Heiligen Geistes auf die Wallfahrt lenkt.

## Weitere Ausstattung

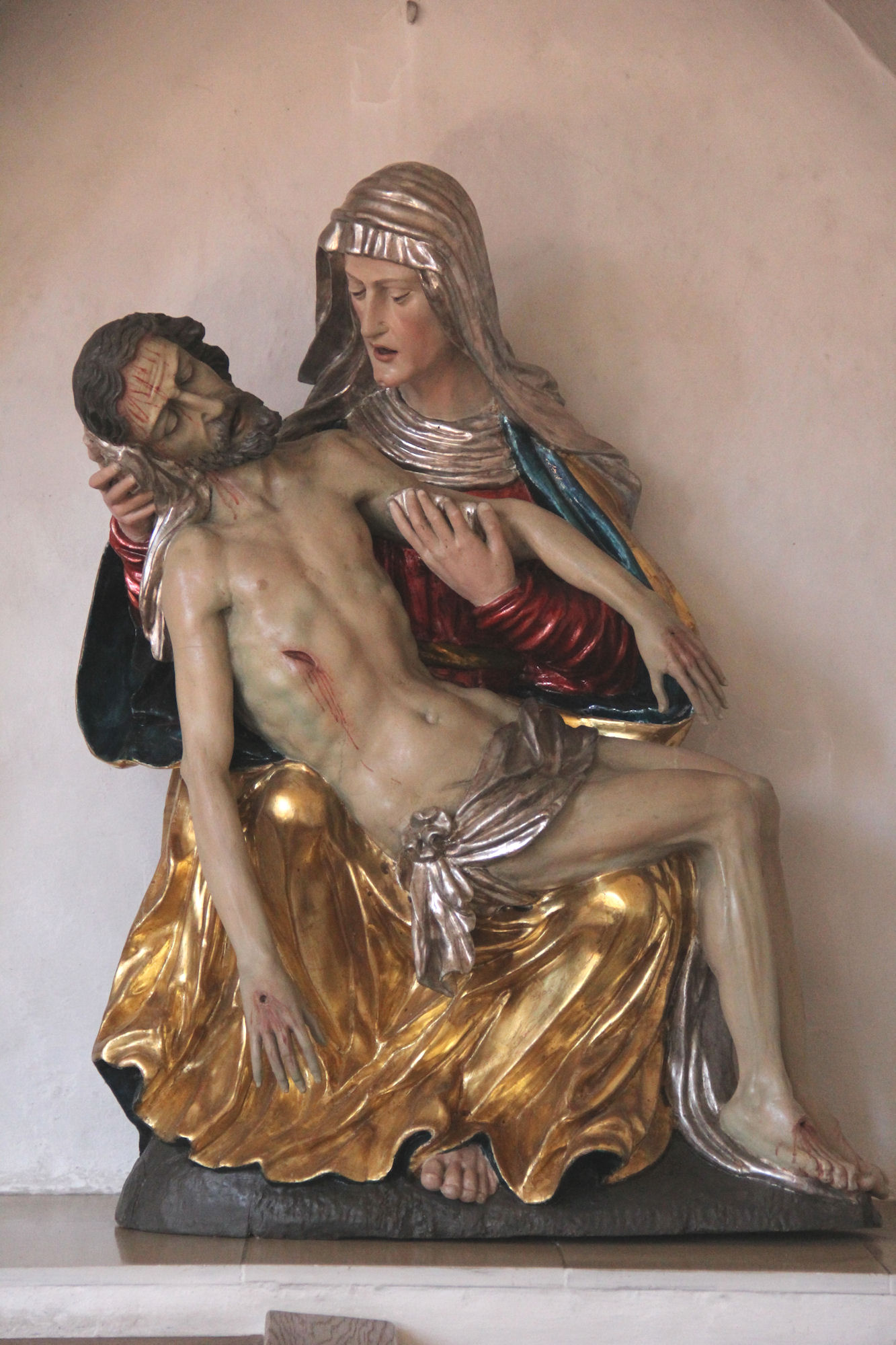
Pietà aus dem 17. Jahrhundert

Unter der Empore auf der Südseite steht eine Pietà aus dem 17. Jahrhundert. Der Schöpfer ist ebenso wie der des gotischen Kreuzes mit Schmerzensmutter, das am linken Pfeiler des Chores hängt, unbekannt.
Den Gefallenen der Pfarrgemeinde wird im Kirchenschiff mit drei Steintafeln gedacht. Einen eigenen Gedenkstein erhielt Mathias Mayr, Hauptmann im Tattenbach'schen Regiment der bayrischen Patrioten, der diese in der Sendlinger Mordweihnacht 1705 geführt hat.

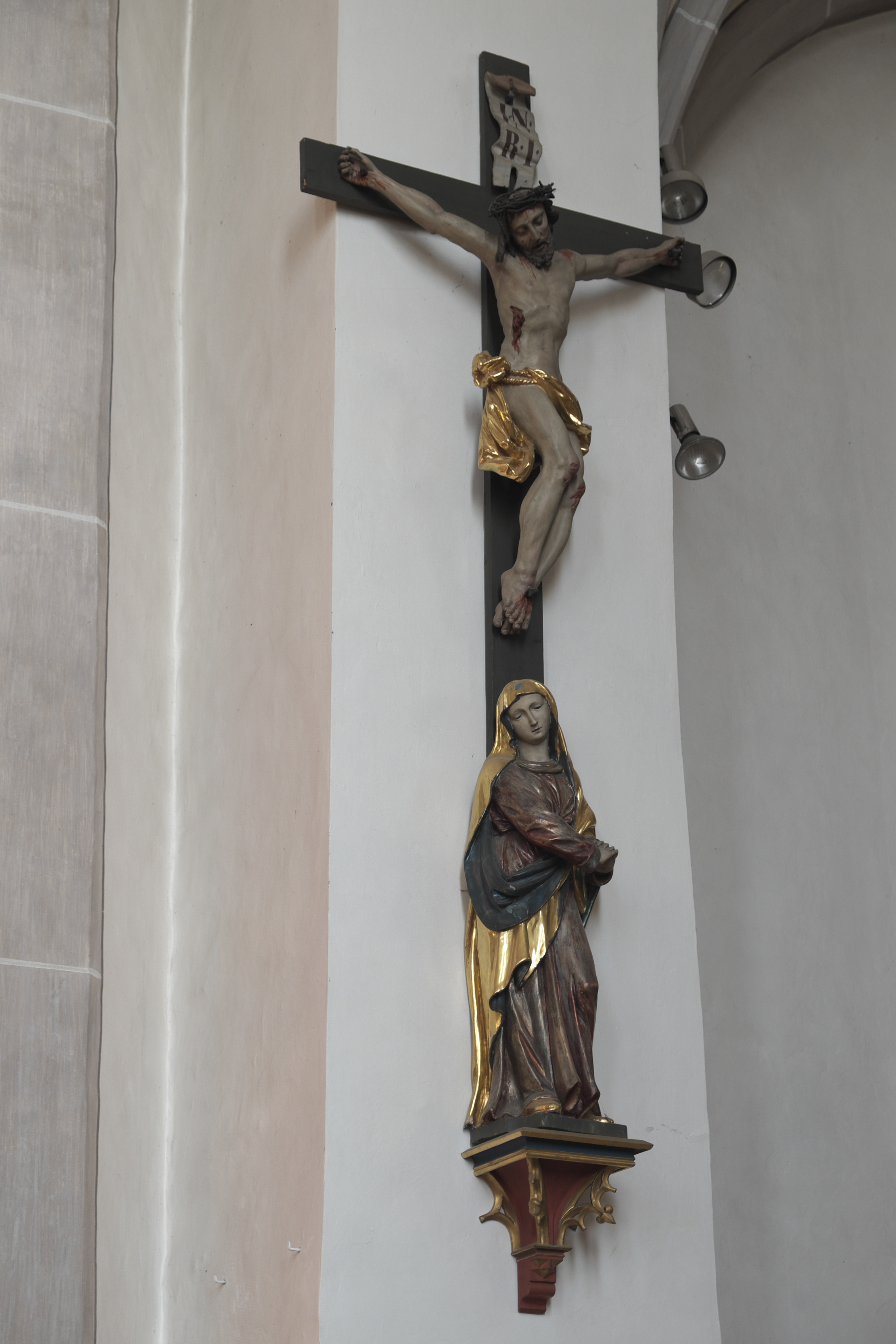
Kruzifix
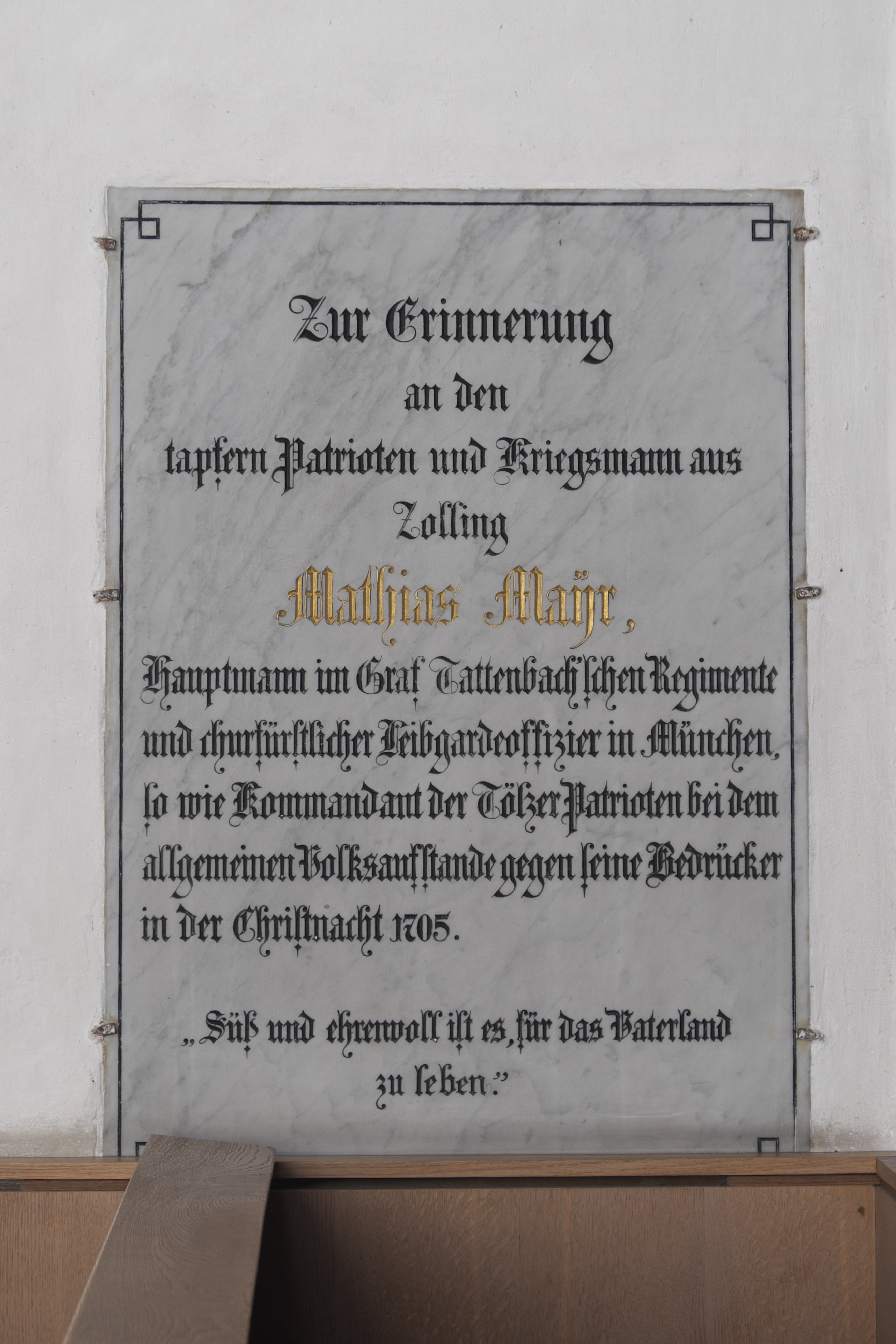
Gedenktafel für Mathias Mayr
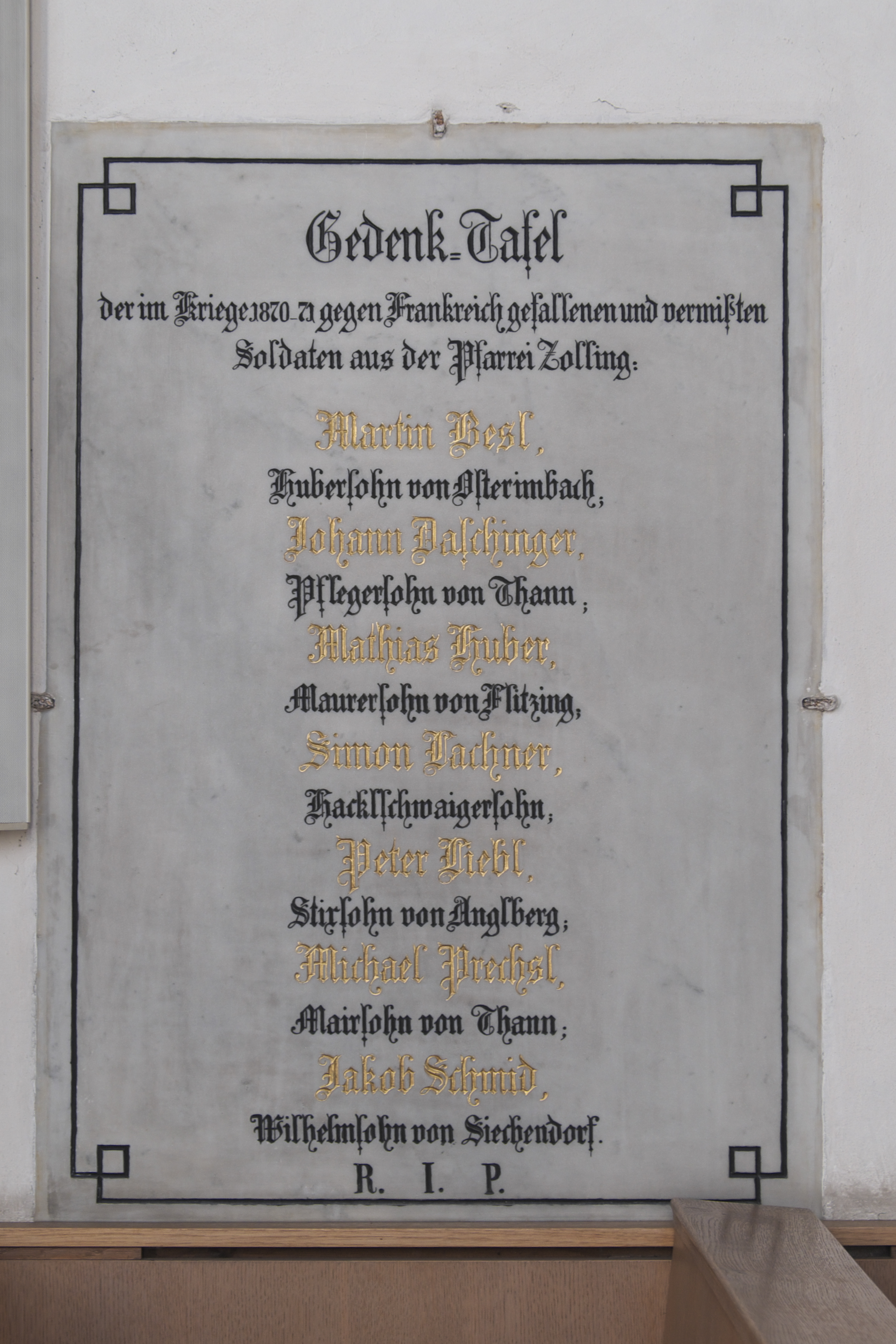
Gedenktafel für die Gefallenen im Krieg von 1870/71

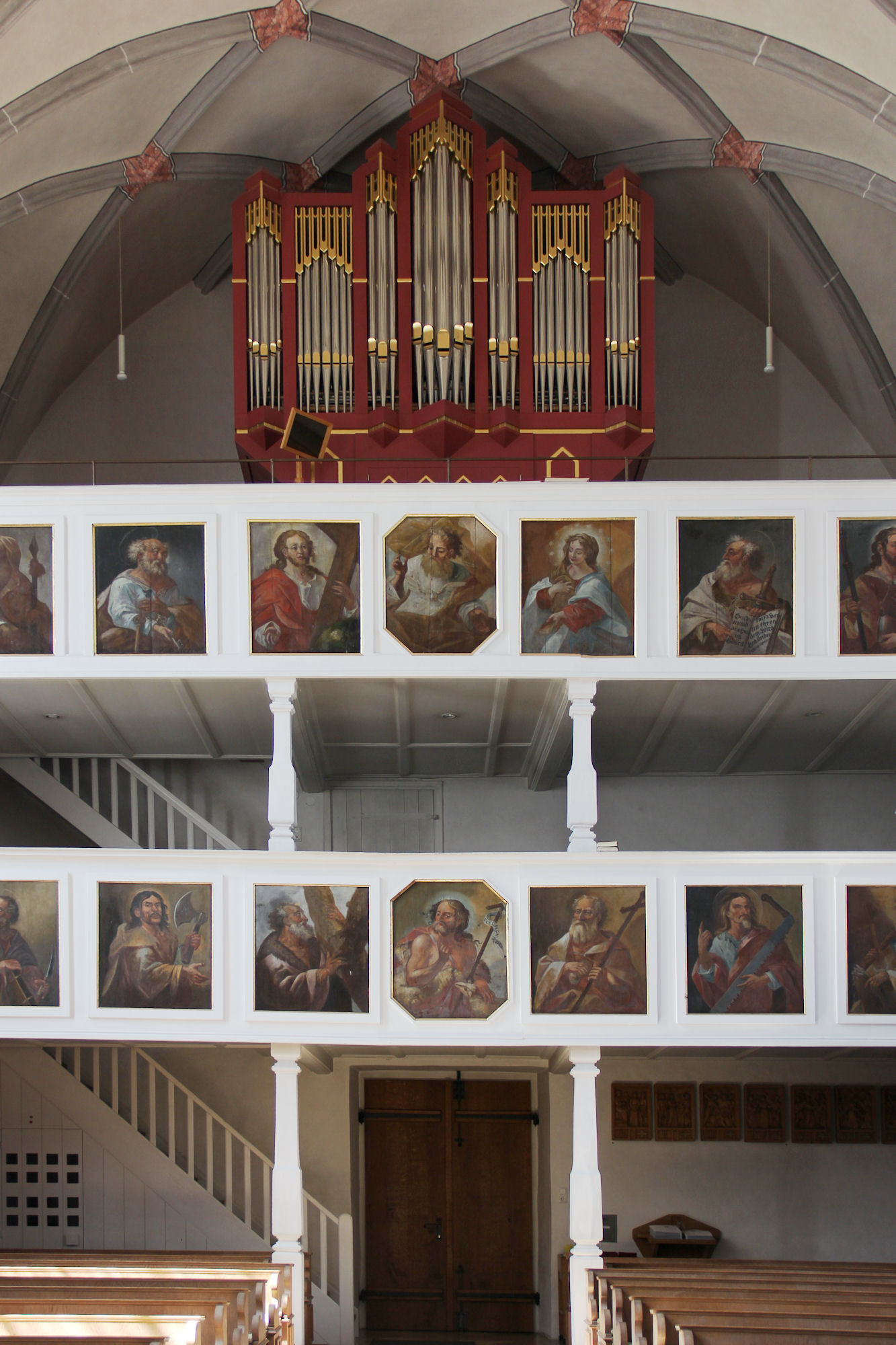
Doppelempore und Orgel

## Orgel
Die Orgel der Zollinger Pfarrkirche wurde im Jahr 1997 von der Firma Jann in Allkofen als Opus 221 gebaut. Sie besitzt 1172 Pfeifen aus Holz und Metall, diese verteilen sich auf 18 Register. Die längste Pfeife ist 2,41 Meter lang. Gespielt wird die Orgel auf zwei Manualen und Pedal.
Die Orgel, die sich im Gegensatz zu ihrer Vorgängerin optisch an den Altären der Kirche orientiert, wurde teilweise durch den Verkauf der Pfeifen der alten Orgel sowie eines Kochbuchs, für das viele bekannte Zollinger Rezepte beigesteuert haben, finanziert.
Die Disposition der Orgel lautet:
| I Hauptwerk C–g3 |        |
| Principal        | 8′     |
| Flöte            | 8′     |
| Octave           | 4′     |
| Quinte           | 2 ⁄3′  |
| Terz             | 1 3⁄5′ |
| Gemshorn         | 2′     |
| Mixtur IV        | 2′     |
| Trompete         | 8′     |
| Tremulant        |        |

| II Positiv C–g3 |       |
| Rohrflöte       | 8′    |
| Salicional      | 8′    |
| Holzflöte       | 4′    |
| Principal       | 2′    |
| Scharff III     | 1 ⁄3′ |
| Oboenschalmey   | 8′    |
| Tremulant       |       |

| Pedal C–f1  |     |
| Subbass     | 16′ |
| Hohlflöte   | 8′  |
| Bauernflöte | 4′  |
| Fagott      | 16′ |

- Koppeln: I/P, II/P, II/I, Superoktavkoppel II/P

## Glocken
Die drei Glocken der Zollinger Pfarrkirche hängen in einem stählernen Glockenstuhl. Nachdem während des Ersten Weltkrieges zwei der drei vorhandenen Glocken abgegeben werden mussten, wurde 1924 ein neues, komplettes Geläut angeschafft und die verbliebene Glocke verkauft.
Die drei neuen Stahlglocken wurden 1924 vom Bochumer Verein gegossen. Weil es Stahlglocken waren, wurden sie während des Zweiten Weltkriegs nicht eingezogen. Sie sind relativ groß, keine hat einen Durchmesser unter einem Meter. Der Durchmesser der größten Glocke beträgt 1,44 Meter, damit ist sie die drittgrößte im Dekanat Moosburg nach der Kastulusglocke in St. Kastulus (Moosburg an der Isar) und der großen Glocke in St. Martin (Nandlstadt).
| Glocke | Durchmesser | Gewicht | Schlagton |
| ------ | ----------- | ------- | --------- |
| 1      | 1440 mm     | 1400 kg | dis’      |
| 2      | 1230 mm     | 0870 kg | fis’      |
| 3      | 1000 mm     | 0500 kg | a’        |

## Friedhof
Die Kirche wird auf allen Seiten von einem Friedhof umgeben. Dieser wurde in den Jahren 1982, 1990 und 2009 erweitert. Beim Umbau 2009 wurde auch eine Urnenwand gebaut, um in Zukunft auch Urnenbestattungen vornehmen zu können.

### Leichenhaus
Das Leichenhaus befindet sich östlich der Kirche. Neben der Aussegnungshalle steht eine Figur der Schmerzensmutter.

### Priestergrab

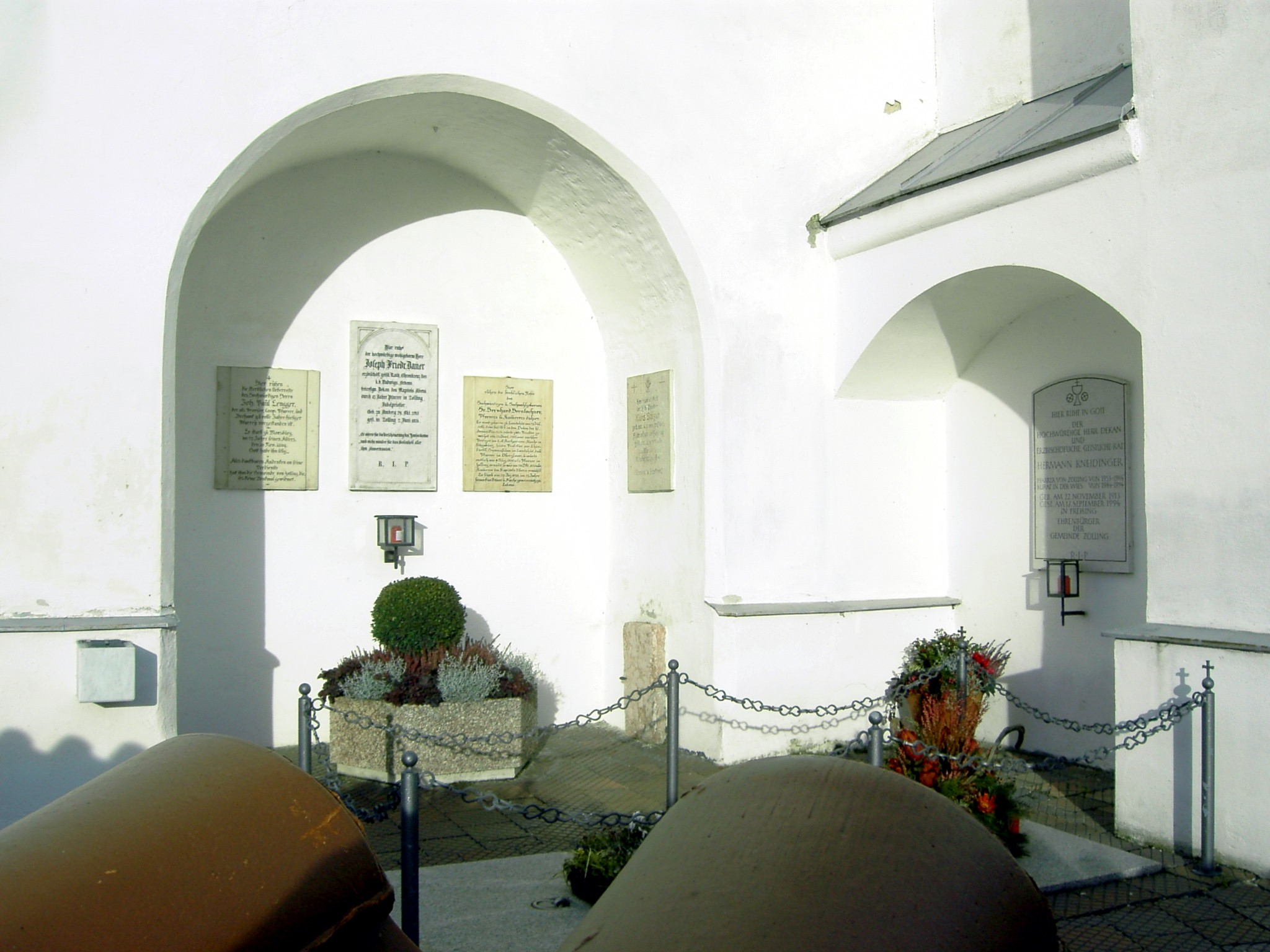
Priestergrab

Das Priestergrab befindet sich auf der Nordseite des Turmes. Nachdem es bis zum Tod des Geistlichen Rates Herrmann Kneidinger relativ unauffällig mit denselben Fliesen wie der Weg bedeckt war und nur durch die Gedenksteine in der Wandnische auffiel, wurde es auf Initiative des Gemeinderats zur Würdigung des Zollinger Ehrenbürgers umgestaltet. Die Gruft ist nun von einer Granitplatte bedeckt, die durch Ketten von der Umgebung abgesetzt ist. In einer Nische des Turms befinden sich die Gedenksteine der im Priestergrab beigesetzten Personen.